# Las Caleras
Las Caleras es una localidad situada en el departamento Calamuchita, provincia de Córdoba, Argentina.
Su población  está ligada, en su mayoría, a la actividad minera, principal fuente de trabajo del pueblo.
Se encuentra situada sobre la ruta E-68, a 150 km de la Ciudad de Córdoba.

## Geografía

### Población
Cuenta con 288 habitantes (Indec, 2022), lo que representa un incremento del 31% frente a los 192 habitantes (Indec, 2010) del censo anterior.
| Gráfica de evolución demográfica de Las Caleras entre 1991 y 2022 |
|                                                                   |
| Fuente: Censos nacionales del INDEC                               |

### Sismicidad
La sismicidad de la región de Córdoba es frecuente y de intensidad baja, y un silencio sísmico de terremotos medios a graves cada 30 años en áreas aleatorias. Sus últimas expresiones se produjeron:
- 22 de septiembre de 1908 (116 años), a las 17.00 UTC-3, con 6,5 Richter, escala de Mercalli VII; ubicación 30°30′0″S 64°30′0″O / -30.50000, -64.50000; profundidad: 100 km; produjo daños en Deán Funes, Cruz del Eje y Soto, provincia de Córdoba, y en el sur de las provincias de Santiago del Estero, La Rioja y Catamarca[3]

- 16 de enero de 1947 (78 años), a las 2.37 UTC-3, con una magnitud aproximadamente de 5,5 en la escala de Richter (terremoto de Córdoba de 1947)[2]

- 28 de marzo de 1955 (70 años), a las 6.20 UTC-3 con 6,9 Richter: además de la gravedad física del fenómeno se unió el desconocimiento absoluto de la población a estos eventos recurrentes (terremoto de Villa Giardino de 1955)

- 7 de septiembre de 2004 (20 años), a las 8.53 UTC-3 con 4,1 Richter

- 25 de diciembre de 2009 (15 años), a las 21.42 UTC-3 con 4,0 Richter

## Economía
Como se expresara, la principal actividad económica es la minería, sus industrias de cal, molienda de piedra granítica, hacen que la comuna sea una de las mayores productoras de materia prima destinada a la construcción en la provincia. El nombre con que fue bautizada surgió de los yacimientos de piedra caliza que posee.
Otra actividad económica de importancia es el turismo, debido a su ubicación serrana.

## Cultura
Entre las actividades culturales, se destaca el Pesebre Viviente de Las Caleras que cada año, en época navideña, congrega a miles de visitantes para ver la representación de la historia de la humanidad y el nacimiento Jesús. La particularidad de este Pesebre Viviente es que los personajes son representados por los mismos habitantes del pueblo que dejan de lado por un momento sus duras actividades en las canteras mineras para ponerse en los personajes. La tradición del Pesebre, nacido hace más de 30 años, es que el niño nacido más recientemente en el pueblo representa al Niño Jesús en el momento del alumbramiento.